# Зигмунт Пулавський
Зигмунт Пулавський (пол. Zygmunt Puławski, 24 жовтня 1901, Люблін, Польща — 21 березня 1931, Варшава, Польща) —  польський авіаконструктор і пілот. Винайшов крило типу «чайка», відоме як «крило Пулавського», а також сконструював ряд винищувачів, які випускалися на підприємстві PZL.

## Біографія
Народився в Любліні у 1901 році. Влітку 1920 року, під час  наступу радянських військ, Пулавський пішов добровольцем в батальйон  харцерів.
В кінці 1920-х років продовжив навчання в  Варшавському політехнічному університеті, де проявив себе старанним і здібним учнем. Був членом студентського клубу механіків, входячи в його авіаційну ланку. Тоді ж він побудував кілька  планерів. У 1925 році він закінчив університет, отримавши звання інженера, після чого поїхав проходити практику в Бреге, що у  Франції.
Після свого повернення, служив у польській армії, закінчивши Військове льотне училище в Бидгощі і ставши пілотом. У 1927 році став головним конструктором Центрального авіаційного цеху (CWL) у Варшаві, який незабаром був реорганізований в PZL ( Państwowe Zakłady Lotnicze  — Державний авіаційний завод).
На замовлення Міністерства оборони в 1928 році Пулавський розробив суцільнометалевий винищувач-високоплан з однорядним двигуном PZL P.1. Для нього ж він винайшов крило типу «чайка», яке давало пілоту відмінний огляд з кабіни. P.1 був випущений в 1929 році і був зустрінутий з великим інтересом в світі. Крило типу «чайка» стало також відоме як «крило Пулавського» або «польське крило», а потім було скопійовано в ряді інших зразків у світі. P.1 не був введений в масове виробництво, оскільки від нього відмовилися на користь інших конструкцій Пулавського із зіркоподібним двигуном, перевагу якому надало керівництво ВПС Польщі. Вдосконаленою версією P.1 був PZL P.6 із радіальним двигуном, що вперше випущений в 1930 році. Болеслав Орлинський, літаючи на ньому, виграв Національні повітряні гонки в США. P.6 свого часу був визнаний деякими військовими друкованими виданнями найкращим винищувачем у світі. Його покращений варіант, PZL P.7 вже був прийнятий на озброєння  ВПС Польщі (було вироблено 150 літаків). На початку 1931 року Пулавський розробив ще один винищувач PZL P.8, повертаючись до своїх улюблених однорядних двигунів. У 1930 році йому також запропонували почати роботи з удосконалення P.7, з потужнішим двигуном. Тоді ж він почав проектні роботи над PZL P.11.
Пулавський літав на літаках Варшавського аероклубу. Він загинув 21 березня 1931 року в результаті аварії його новітнього літаючого човна-амфібії PZL.L.12 поруч з Варшавою у віці 29 років. Після його смерті проект PZL P.11 був закінчений Всеволодом Якимюком. P.11 був основним польським винищувачем під час  Вторгнення в Польщу в 1939 році. Крім того, більш швидкісна модель PZL P.24, була повністю заснована на розробках Пулавського і поставлялася в різні країни.
Пулавський був одним з найталановитіших польських конструкторів. Винищувачі Пулавського не були замінені до 1939 року, коли вони вже повністю застаріли.

## Список конструкцій Пулавського
| Найменування: | Опис:                                                         |
| PZL P.1       | Прототип винищувача, 1 двигун, високоплан                     |
| PZL P.2       | Проект винищувача, 1 двигун, високе крило, не був побудований |
| PZL P.6       | Прототип винищувача, 1 двигун, високоплан                     |
| PZL P.7       | Винищувач, 1 двигун, високоплан                               |
| PZL P.8       | Прототип винищувача, 1 двигун, високоплан                     |
| PZL P.9       | Проект винищувача, 1 двигун, високоплан, не був побудований   |
| PZL P.10      | Проект винищувача, 1 двигун, високоплан                       |
| PZL P.11      | Винищувач, 1 двигун, високоплан                               |
| PZL.12        | Літаючий човен-амфібія, 1 двигун, високоплан                  |